# ダンス・ダンス・ダンスール
『ダンス・ダンス・ダンスール』（Dance Dance Danseur）は、ジョージ朝倉による日本の漫画。『週刊ビッグコミックスピリッツ』（小学館）にて、2015年42・43合併号から連載中。
バレエに密かな憧れを持って生きてきた主人公が、転校生との出会いをきっかけに、本気で男子バレエに取り組む姿を描いた青春譚。文化庁メディア芸術祭 第23回マンガ部門 審査委員会推薦作品。2024年4月時点で部数は300万部を突破している。
メディアミックスとして、2022年にテレビアニメが放送された。

## あらすじ

### 1-5巻
中学二年生の主人公村尾潤平は、幼いころに見たクラシックバレエに興味を抱いていたが、父親が亡くなったことから男らしくあろうと思い、バレエに憧れを抱きつつもジークンドーを習っていた。
そんなある日、同じクラスに転校してきた五代都に誘われ、彼女の母親千鶴がやっている『五代バレエスタジオ』に通うことになる。最初は悪態をついていた潤平だったが、長年のバレエへの情熱から本格的にバレエを習うことを決心する。
都には、同居している流鶯という従弟がいて、祖母からバレエの英才教育だけを受けていたことから、圧倒的なバレエの素養を見せるものの、他人とコミュニケーションを取れず不登校になっていた。登校することになった流鶯はすぐにイジメを受けたが、女子の制服を着せられた姿でバレエを踊り、圧倒的な才能によって生徒達の意識を変えさせる。
『洋舞祭り』で、王子役を踊ることになった潤平は、流鶯とのアドリブにより観客を魅了する。しかし、審査員の生川綾子に「バレエは芸術」という理由で否定されてしまう。さらに生川綾子の圧力によって、『五代バレエスタジオ』の生徒達が抜けてしまったことから、『生川はるかバレエ団』のボーイズサマークラスに参加することになる。
潤平の才能を認めた生川綾子は、SSクラスへのスカラシップの条件として、『将来的に生川バレエ団へ入団すること』『五代バレエスクールを辞めること』を提示する。葛藤の末、潤平は生川へ移籍することに決め、スカラシップを獲得する。

### 6-8巻
1年後、中学3年生になった潤平は、生川で順調にレベルアップし、アクロバット要員としてロシア公演へ抜擢される。しかし、同級生の兵太が友達に刺されたとの連絡があったことから、ロシア行きを1日延期したことが生川綾子の怒りを買い、生川が主宰しているボランティア公演『子どもバレエ』で司会をすることになる。そして、生徒のアンケートで「もう一度観たい」を120％以上獲らないと、奨学生を取り消されることになってしまう。
無理難題を押し付けられた潤平だったが、男性ソリスト桜島天らそれぞれに課題を抱えたメンバー達との努力の結果、最終日にもう一度観に来てくれた子供達のアンケートにより、生川綾子に120％達成を認められる。

## 登場人物
声と演の項は、それぞれテレビアニメ版の声優およびモーションアクター。
村尾 潤平（むらお じゅんぺい）
声 - 山下大輝、潘めぐみ（幼少期） / 演 - 井福俊太郎
本作の主人公。岩倉中学校二年生。何でも器用にこなせることや高いコミュニケーション能力から周囲に一目置かれており、昔はその立場から幼馴染の兵太にいじりや悪ふざけをしていたが、本人はいじめとは認識していなかった。
幼少期に両親に連れられ姉のバレエ発表会に行き、そこでプロダンサーのブランコの踊りを見て以来、バレエに惹かれるようになる。父親からバレエ教室の入会を反対されたが、潤平の熱心さに負け、入会を認めてもらった矢先に父が心筋梗塞で亡くなる。父の死後、髪を短く切り「男らしく」あるために、バレエを諦めて截拳道を習い始める。
中学二年の時に転校してきた都に誘われたことがきっかけでバレエの道に進むようになり、次第にバレエに関して自分よりも優れた能力と長いキャリアを持つ流鶯をライバル視するようになり、洋舞祭りで自分と流鶯のアドリブを「バレエは芸術」という理由で否定した生川綾子を見返すために生川はるかバレエ団のボーイズサマークラスに参加する。そこで周囲のバレエへの熱意との温度差から自分がバレエのことを何もわかっていなかったことを痛感し、バリエーション演技でスカラシップに合格したこともあって生川綾子に頭を下げてバレエダンサーとして教えを請うことになる。
かつては都に対して運命的なものを感じており、バレエを始めたのも彼女への好意がきっかけの一つとなっていた。一度は都の心を動かして両想いになるも、彼女と流鶯の関係を察したことで間もなく身を引いた。それからは自分の誕生日にわざわざケーキを差し入れてくれるなどの好意を示されて黒島と付き合うようになるが、バレエを優先してばかりの生活から最終的に黒島とも破局している。
夏姫とは初めて一緒に踊った時から相性が良く、その踊りにひた向きな内面も含めて次第に惹かれていくも、ずっと一緒に踊っていたいからと自分の中の恋愛感情を否定してきた。しかし、アルブレヒトを踊る際には彼女をジゼルに見立ててアドバイスを求めるなど、次第にダンサーとしても女性としても夏姫を特別視するようになっていく。
YAGP出場後は単身ニューヨークに滞在し、ニコラス・ブランコに師事しつつ海外暮らしを続けるために彼の元パトロンを紹介される。
五代 都（ごだい みやこ）
声 - 本渡楓 / 演 - 秋山瑛
本作のヒロイン。二年時に岩倉中学校へ転校し、潤平をバレエに誘う。流鶯のいとこであり幼馴染。母親の千鶴は日本トップクラスのプリンシパルで、「五代バレエスタジオ」の経営者。幼少期よりバレエを習っており、時間を取られないという理由から部活は科学部に入学している。ピアノも弾ける。
運動神経は抜群だか優しすぎる性格と自己主張が苦手なことからプリマには向かないと言われており、本人もそれを気にしている。幼い流鶯にとっては唯一外から会いに来てくれる存在であり、それゆえ都自身も「自分がお姫様になって流鶯を守る」と約束を交わし、それを果たすために努力してきた。一時はそういった気負いなく好きでいられる潤平に心動かされながら結局は流鶯の傍に帰るが、お互いに依存しているだけであることに気付いてロシアに留学する彼に自分から別れを告げた。
母の指示で「生川はるかバレエ団」でもバレエを学んでおり、中学二年時はSSクラス。
森 流鶯（もり るおう）
声 - 内山昂輝、松田利冴（幼少期） / 演 - 秋元康臣
ロシア人と日本人のクォーター。都のいとこであり幼馴染。母親の真鶴は伝説のアイドル。
幼少期は祖母に引き取られ、ほぼ幽閉状態でバレエの英才教育を施されてきた。それゆえに高いバレエの技術の一方で常識に欠ける部分があり、繊細で神経質、少しでも気に入らなければレッスンを投げ出す打たれ弱さから綾子には「プロにはなれない」と酷評されている。
生川 夏姫（おいかわ なつき）
声 - 福圓美里 / 演 - 足立真里亜
母親の綾子が代表を務める「生川はるかバレエ団」でバレエを学んでおり、小学6年生のころからSSクラス。現在はイギリスに留学し、ロイヤルバレエスクールに通っている。
その負けん気と向上心の強さからSSクラスでも常に1位で、都曰く他の子は2位争いをしている状態だったという。ダンスの相性の良さをきっかけに潤平と親交を深めるようになり、次第に彼に異性として好意を持ち始める。
相良 兵太（さがら ひょうた）
声 - 山口竜之介、鷄冠井美智子（幼少期）
岩倉中学校二年生。幼馴染の潤平から受けていたいじりや悪ふざけをいじめと認識している。
小学生時代は泣き虫だったが、中学二年時には立場が一変し、他者にいじりや悪ふざけをしかけるようになった。流鶯をいじめていた。

## 書誌情報
- ジョージ朝倉 『ダンス・ダンス・ダンスール』 小学館〈ビッグコミックス〉、既刊30巻（2025年5月12日現在）
  1. 2016年2月12日発売[13]、ISBN 978-4-09-187449-8
  2. 2016年5月12日発売[14]、ISBN 978-4-09-187607-2
  3. 2016年9月12日発売[15]、ISBN 978-4-09-187775-8
  4. 2016年12月12日発売[16]、ISBN 978-4-09-189331-4
  5. 2017年4月12日発売[17]、ISBN 978-4-09-189435-9
  6. 2017年7月12日発売[18]、ISBN 978-4-09-189632-2
  7. 2017年10月12日発売[19]、ISBN 978-4-09-189658-2
  8. 2018年1月12日発売[20]、ISBN 978-4-09-189777-0
  9. 2018年4月12日発売[21]、ISBN 978-4-09-189855-5
  10. 2018年8月9日発売[22]、ISBN 978-4-09-860002-1
  11. 2018年11月12日発売[23]、ISBN 978-4-09-860182-0
  12. 2019年2月12日発売[24]、ISBN 978-4-09-860216-2
  13. 2019年5月10日発売[25]、ISBN 978-4-09-860281-0
  14. 2019年8月9日発売[26]、ISBN 978-4-09-860377-0
  15. 2019年12月12日発売[27]、ISBN 978-4-09-860458-6
  16. 2020年3月12日発売[28]、ISBN 978-4-09-860561-3
  17. 2020年6月11日発売[29]、ISBN 978-4-09-860631-3
  18. 2020年10月12日発売[30]、ISBN 978-4-09-860748-8
  19. 2021年1月12日発売[31]、ISBN 978-4-09-860805-8
  20. 2021年4月12日発売[32]、ISBN 978-4-09-861076-1
  21. 2021年9月10日発売[33]、ISBN 978-4-09-861121-8
  22. 2021年12月28日発売[34]、ISBN 978-4-09-861207-9
  23. 2022年3月30日発売[35]、ISBN 978-4-09-861261-1
  24. 2022年8月30日発売[36]、ISBN 978-4-09-861395-3
  25. 2023年4月12日発売[37]、ISBN 978-4-09-861500-1
  26. 2023年8月9日発売[38]、ISBN 978-4-09-862539-0
  27. 2023年12月12日発売[39]、ISBN 978-4-09-862615-1
  28. 2024年4月11日発売[4]、ISBN 978-4-09-862688-5
  29. 2024年11月12日発売[40]、ISBN 978-4-09-863028-8
  30. 2025年5月12日発売[41]、ISBN 978-4-09-863416-3
- ジョージ朝倉 『ダンス・ダンス・ダンスール 1〜3集 SPECIALプライスパック』 小学館〈ビッグコミックス〉、2022年3月30日発売[42]、ISBN 978-4-09-861360-1

## テレビアニメ
2022年4月から6月にかけて毎日放送・TBS系列『スーパーアニメイズム』枠ほかにて放送された。

### スタッフ
- 原作 - ジョージ朝倉[8]
- 監督・音響監督 - 境宗久[8]
- 副監督 - 清水久敏[8]
- シリーズ構成 - 成田良美[8]
- キャラクターデザイン - 長谷川ひとみ[8]
- 振付 - 宝満直也[8]
- バレエ監修 - 阿部さや子
- バレエ演出 - 大谷肇[8]
- プロップデザイン - 川元まりこ
- 美術監督 - 藤野真里[8]
- 美術設定 - 嶋田昭夫
- 色彩設計 - 田辺香奈[8]
- カラーコーディネーター - 石川佳代子
- 3DCGディレクター - 鷲田知子[8]
- 撮影監督 - 八木まどか[8]
- 編集 - 長坂智樹[8]
- 音響効果 - 森川永子
- 音楽 - 未知瑠[8]
- 音楽制作 - クリーク、DMM music
- プロデューサー - 岡田昭彦、内山雄太、亀井博司
- アニメーションプロデューサー - 小川崇博
- 制作 - MAPPA[8]
- 製作 - ダンス・ダンス・ダンスール製作委員会（DMM pictures、小学館、MBS）

### 主題歌・挿入曲
「鳴り響く限り」
YUKIによるオープニングテーマ。作詞はYUKI、作曲は小形誠、編曲は前田佑。
「風、花」
ヒトリエによるエンディングテーマ。作詞はシノダ、作曲はゆーまお。
「ロージー」
THE ROOSTERSによる挿入歌。作詞・作曲は大江慎也。
「もっと♡グミグミチョコリシャス」
森真鶴（堀江由衣）による挿入歌。作詞はジョージ朝倉、作曲は未知瑠。
「白鳥の湖」より
- "第1幕第1場 ワルツ"
- "白鳥たちの踊り オデットと王子のアダージオ"
- "情景、オディールの登場"
- "黒鳥のグラン・パ・ド・ドウ・アダージオ"
- "第1幕第2場 情景"
- "情景、オデットの登場"
- "4羽の白鳥たちの踊り"
- "情景、オデットの悲嘆"
- "情景、王子の登場"
- "終曲"
- "オディールのバリエーション"
- 第3幕より"「黒鳥」のパ・ド・ドゥ"（ブレメイステル版）

作曲はPeter Ilyich Tchaikovsky、演奏はサンクトペテルブルク放送交響楽団。
「海賊」より
- "アリのヴァリエーション"

作曲はAdolphe Adam、演奏はガリーナ・ペズグラヤ（ワガノワ・バレエ学校）。
「ライモンダ」第2幕より
- "ライモンダのヴァリエーション"

作曲はAleksandr Konstantinovich、演奏は滝澤志野。
「ドン・キホーテ」第3幕より
- "バジルのヴァリエーション"

作曲はLéon Minkus、演奏はロシア・フィルハーモニー管弦楽団。
「四季」
- "第4曲（4月松雪草）Op.37b"

作曲はPeter Ilyich Tchaikovsky、演奏は滝澤志野。
「ワガノワ・バレエ・レッスン用ピアノ曲集〈初級・中級〉より」
- "レヴェランス（中級）"

作曲・演奏はガリーナ・ベズグラヤ。

### 各話リスト
| 話数   | サブタイトル                              | 脚本       | 絵コンテ             | 演出                | バレエパート 絵コンテ | 作画監督 | バレエ作画監督  | 総作画監督                                           | 初放送日      |
| ------ | ----------------------------------------- | ---------- | -------------------- | ------------------- | --------------------- | --- | --------------- | ---------------------------------------------------- | ------------- |
| 第1幕  | やるわけねーだろ、バレエなんて！          | 成田良美   | 清水久敏             | 清水久敏            | 境宗久                | 長谷川ひとみ 宮地聡子 高乗陽子 細田沙織 井元一彰 川元まりこ 黒岩裕美 小美野雅彦 相音光 GAON                                                              | 桑原剛          | 長谷川ひとみ 黒岩裕美 小美野雅彦                     | 2022年 4月9日 |
| 第2幕  | これはっ……友達になれないタイプだっ！      | 成田良美   | 大谷肇               | 徳野雄士            | -                     | 迫江沙羅 後藤有宏 杉野信子 川元まりこ 和田伸一 星野真澄 日下岳史                                                                                         | 桑原剛 小笠原篤 | 長谷川ひとみ 黒岩裕美                                | 4月16日       |
| 第3幕  | 男らしいって、なんだ？                    | 成田良美   | 青島昴希             | 青島昴希            | 境宗久                | 高橋万帆 坪田慎太郎 澤井真紀 丸山翔子 日下岳史 井元一彰 日向正樹                                                                                         | 桑原剛 小笠原篤 | 長谷川ひとみ 黒岩裕美 小美野雅彦                     | 4月23日       |
| 第4幕  | 俺、もうバレエ踊っていいんだッ、ぜっ      | 成田良美   | 佐藤雅子             | サトウシンジ 境宗久 | -                     | 宮地聡子 高乗陽子 星野真澄 細田沙織 Lee Seong-jin Kim Jong-suk Shin Eun-ah Kim Min-ja                                                                    | 桑原剛 小笠原篤 | 長谷川ひとみ 黒岩裕美 石川佳代子 小美野雅彦 清水空翔 | 4月30日       |
| 第5幕  | 死ね、ねーだろっ                          | 森江美咲   | 大谷肇               | 大谷肇              | -                     | 杉野信子 迫江沙羅 川元まりこ 後藤有宏 日向正樹 鈴木春香                                                                                                  | 桑原剛 小笠原篤 | 長谷川ひとみ 石川佳代子 黒岩裕美 小美野雅彦          | 5月7日        |
| 第6幕  | 俺、なんでバレエやってんだ？              | 安藤えりか | サトウシンジ         | 西山壮海            | -                     | 丸山翔子 井元一彰 宮地聡子 高橋万帆 澤井真紀 坪田慎太郎                                                                                                  | 桑原剛 小笠原篤 | 長谷川ひとみ 黒岩裕美 清水空翔                       | 5月14日       |
| 第7幕  | ひぃ〜、もうっ、恥っ                      | 森江美咲   | 徳野雄士             | 徳野雄士            | 境宗久                | 高乗陽子 迫江沙羅 早乙女啓 後藤有宏 星野真澄 石川佳代子 齊田博之 Lee Sook Hwang Seong-won                                                                | 桑原剛 小笠原篤 | 長谷川ひとみ 小美野雅彦                              | 5月21日       |
| 第8幕  | あーもっかいやりてぇーっ!!                | 安藤えりか | 佐藤雅子             | 佐藤威              | -                     | 川元まりこ 田中志穂 杉野信子 日向正樹 高橋万帆 吉備団子14号 野崎真一 中熊太一                                                                            | 桑原剛          | 長谷川ひとみ 清水空翔                                | 5月28日       |
| 第9幕  | 俺だって、 もっと上手くなりてぇんだよっ！ | 森江美咲   | 岡本泰知             | 岡本泰知            | -                     | 宮地聡子 井元一彰 澤井真紀 後藤有宏 鈴木春香 丸山翔子 | 小笠原篤        | 長谷川ひとみ 小美野雅彦 黒岩裕美                     | 6月4日        |
| 第10幕 | 都は、あいつの側に……いてやんなきゃ        | 成田良美   | 相澤伽月             | 清水久敏 大谷肇     | 大谷肇                | 迫江沙羅 早乙女啓 高乗陽子 亀谷響子 日向正樹 星野真澄 川元まりこ 高橋万帆                                                                                | 桑原剛          | 長谷川ひとみ 清水空翔                                | 6月11日       |
| 第11幕 | あ、俺、クラシックバレエ、好きかも        | 成田良美   | 境宗久 大谷肇 佐藤威 | 境宗久 大谷肇       | -                     | 後藤有宏 宮地聡子 川元まりこ 田中志穂 横手雅子 高橋万帆 杉野信子 井元一彰 篠原健二 高乗陽子 迫江沙羅 皆川愛香利 龍光 しろくま 亀谷響子 清水空翔 澤井真紀 | 桑原剛 小笠原篤 | 長谷川ひとみ 小美野雅彦                              | 6月18日       |

### 放送局
| 放送期間 | 放送時間                     | 放送局                                 | 対象地域 | 備考                                                   |
| --- | ---------------------------- | -------------------------------------- | -------- | ------------------------------------------------------ |
| 2022年4月9日 - 6月18日 | 土曜 1:25 - 1:55（金曜深夜） | 毎日放送（製作参加） ほかTBS系列全28局 | 日本国内 | 字幕放送 / 連動データ放送 / 『スーパーアニメイズム』枠 |
| 2022年4月10日 - 6月19日 | 日曜 23:00 - 23:30           | BS朝日                                 | 日本全域 | BS/BS4K放送 / 『アニメA』枠                            |
| 2022年4月13日 - 6月22日 | 水曜 22:30 - 23:00           | AT-X                                   | 日本全域 | CS放送 / 字幕放送 / リピート放送あり                   |
| TBS系列全28局では、放送前の2022年4月2日（1日深夜）に『アニメ「ダンス・ダンス・ダンスール」を楽しむためにバレエを勉強スールSP』と題した特番が放送された。 |                              |                                        |          |                                                        |

インターネットを利用した動画配信サービスは、テレビ本放送と概ね同時期より、Disney+の新ブランド『スター』にて見放題独占配信された。その後、約半年ほどの独占配信期間を経て、2022年10月からはU-NEXT・Gyao!ストアなど日本の主要な動画サービスでも有料配信が随時解禁されている。
| 毎日放送制作・TBS系列 スーパーアニメイズム | 毎日放送制作・TBS系列 スーパーアニメイズム | 毎日放送制作・TBS系列 スーパーアニメイズム |
| 前番組                                     | 番組名                                     | 次番組                                     |
| ------------------------------------------ | ------------------------------------------ | ------------------------------------------ |
| からかい上手の高木さん3                    | ダンス・ダンス・ダンスール                 | 彼女、お借りします（第2期）                |

### BD
| 巻 | 発売日         | 収録話         | 規格品番  |
| -- | -------------- | -------------- | --------- |
| 1  | 2022年8月31日  | 第1話 - 第2話  | DMPXA-276 |
| 2  | 2022年9月28日  | 第3話 - 第5話  | DMPXA-277 |
| 3  | 2022年10月26日 | 第6話 - 第8話  | DMPXA-278 |
| 4  | 2022年11月30日 | 第9話 - 第11話 | DMPXA-279 |